# Woestijnteju's
Woestijnteju's (Dicrodon) zijn een geslacht van hagedissen die behoren tot de familie tejuhagedissen (Teiidae).

## Naam en indeling
De groep werd voor het eerst wetenschappelijk beschreven door André Marie Constant Duméril en Gabriel Bibron in 1839. De wetenschappelijke geslachtsnaam slaat op de gevorkte hoektanden van de woestijnteju's. Dergelijke gesplitste tanden komen ook voor bij soorten uit het geslacht Teius. Bij andere hagedissen echter is deze tandvorm erg zeldzaam.

## Verspreidingsgebied
Er zijn drie soorten die voorkomen in Zuid-Amerika, alle soorten komen voor in Peru en de gevlekte woestijnteju komt daarnaast voor in Ecuador.

## Soortenlijst
| Soorten uit het geslacht Dicrodon             | Soorten uit het geslacht Dicrodon | Soorten uit het geslacht Dicrodon |
| --------------------------------------------- | --------------------------------- | --------------------------------- |
| Naam                                          | Auteur                            | Verspreidingsgebied               |
| Gevlekte woestijnteju (Dicrodon guttulatum)   | Duméril & Bibron, 1839            | Ecuador, noordelijk Peru          |
| Grootschubwoestijnteju (Dicrodon heterolepis) | Tschudi, 1845                     | zuidelijk Peru                    |
| Dicrodon holmbergi                            | Schmidt, 1957                     | Peru                              |